# حجر قیم
حجر قیم (به زبان مالتی: Ħaġar Qim، به معنی «سنگ‌های ایستاده/عبادت») یک مجموعه معبد ساخته شده از خرسنگ است که در جزیره مدیترانه‌ای مالت پیدا شده است و قدمت آن به عصر جگانتیا (۳۶۰۰–۳۲۰۰ قبل از میلاد) می‌رسد. معابد خرسنگ مالت از باستانی‌ترین مکان‌های مذهبی روی زمین هستند کمیته سایت‌های میراث جهانی از این بناها به عنوان «شاهکارهای معماری منحصر به فرد» توصیف کرده است. در سال ۱۹۹۲ یونسکو حجر قیم و چهار بنای بزرگ سنگی دیگر در مالت را به عنوان میراث جهانی به رسمیت شناخت. وی. گوردون چایلد، استاد باستان‌شناسی اروپای ماقبل تاریخ و مدیر مؤسسه باستان‌شناسی در دانشگاه لندن از سال ۱۹۴۶ تا ۱۹۵۷ از حجر قیم بازدید کرد. او نوشت: «من از ویرانه‌های ماقبل تاریخ در سراسر مدیترانه، از بین‌النهرین گرفته تا مصر، یونان و سوئیس را به چشم دیده‌ام، اما جایی به قدمت این مکان ندیده‌ام.»
سازندگان حجر قیم از سنگ آهک گلوبگرینا در ساخت معبد استفاده کردند. در نتیجه، معبد در طول هزاران سال از هوازدگی شدید و پوسته پوسته شدن سطح آسیب دیده است. در سال ۲۰۰۹ کار بر روی یک چادر محافظ به پایان رسید.

## نمای کلی

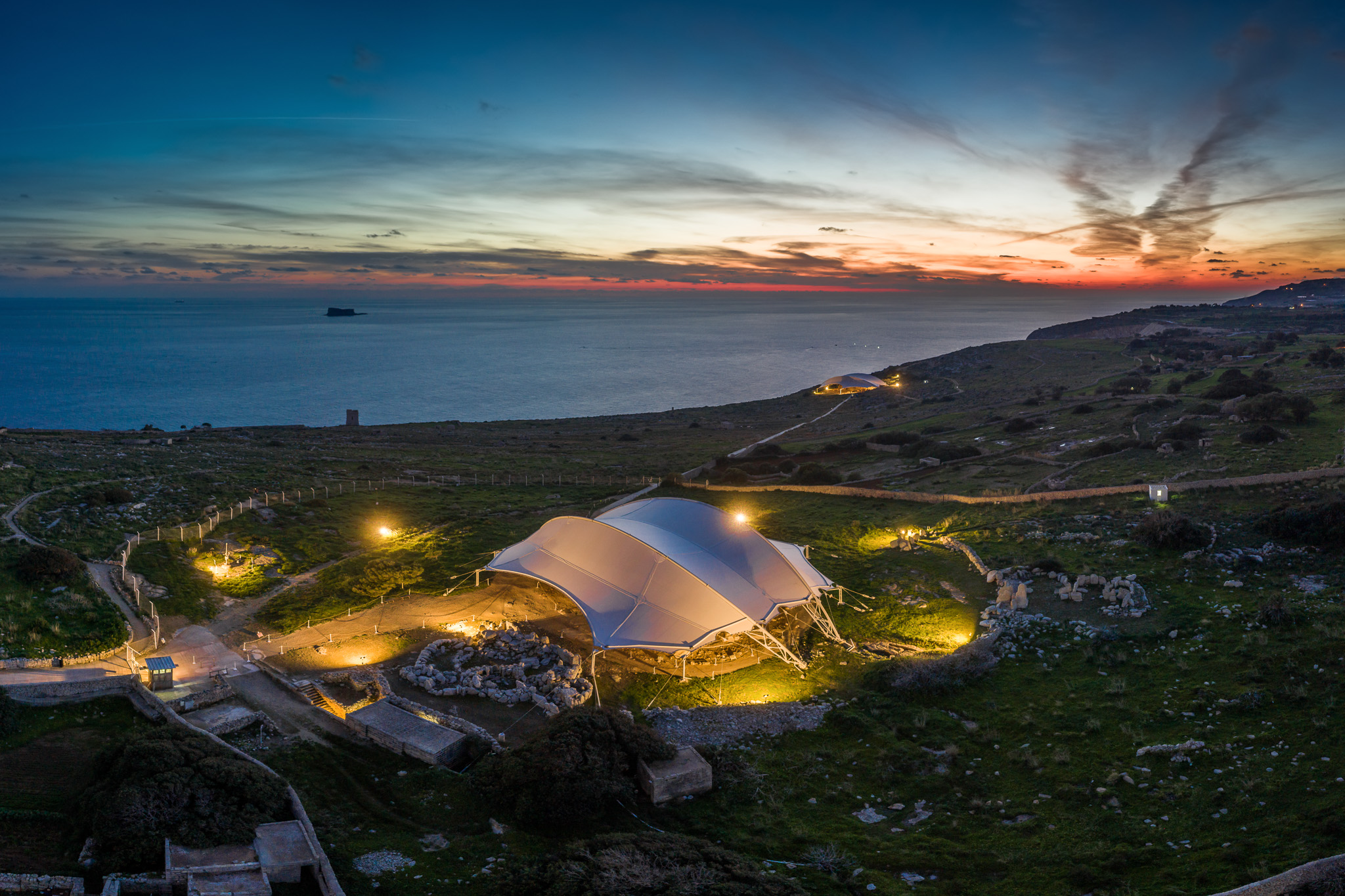
مجموعهٔ حجر قیم در غروب

مجموعه خرسنگی حجر قیم (Ħaġar Qim) در لبه جنوبی جزیره مالت، بر روی خط الراس پوشیده از سنگ آهک نرم گلوبگرینا واقع شده است. سنگ آهک گلوبگرینا دومین سنگ قدیمی مالت است که بیش از ۷۰ درصد از مساحت جزایر را فراگرفته است. سازندگان از این سنگ در تمام معماری‌های معابد استفاده کرده‌اند. تمام سنگ‌های نمایان شده در جزیره در طول دوره‌های الیگوسن و میوسن از زمان زمین‌شناسی نهشته شده‌اند.
نمای معبد با ورودی سه‌سنگه، نیمکت بیرونی و ارتوستات مشخص می‌شود. دارای یک حیاط وسیع با یک دیوار حائل و یک گذرگاه از وسط ساختمان است، که مشابه طرحی دیگر خرسنگ‌های مالتی است. ورودی مجزا به چهار محوطه مستقل دسترسی دارد که جایگزین محراب شمال غربی می‌شود.
ویژگی‌های معماری معبد ارتباط‌های احتمالی را با آیین‌های باروری محتمل می‌کند؛ از جمله مجسمه‌های تنومند و بُت‌ها، همراه با هم‌ترازی‌های خورشیدی و یک خرسنگ که ادعا می‌شود فالیک است. وجود یک محراب با بالای مقعر نشان از استفاده احتمالی برای قربانی کردن حیوانات دارد. همچنین احتمال داده‌اند که درگاه‌های جدا شده در قلب مجموعه برای استفاده احتمالی پیشگویان بوده باشد. حفاری همچنین سفال‌های تزئین شده را کشف کرد. بهترین نمونه‌ها را می‌توان در موزه ملی باستان‌شناسی مشاهده کرد.
هیچ دفینه‌ای در معبد یا منطقه اطراف حجر قیم وجود ندارد و همچنین هیچ استخوان انسانی در معابد مالتی کشف نشده است. استخوان‌های بسیاری از حیوانات قربانی پیدا شده است. این تئوری بر این است که مجموعه حجر قیم در سه مرحله ساخته شده است، که ابتدا با «معبد قدیم» و سپس «معبد جدید» و در نهایت تکمیل کل سازه تکمیل شده است.
در چند صد متری معبد یکی از سیزده برج دیده‌بانی ساخته شده توسط استاد بزرگ مارتین د ردین به نام برج حمریا قرار دارد. بنای یادبود ژنرال سر والتر کنگرو، فرماندار مالت از سال ۱۹۲۴ تا ۱۹۲۷، در نزدیکی آن قرار دارد. روستای قرندی در فاصله دو کیلومتری (۱٫۲ مایل) جنوب غربی مجموعه معبد قرار دارد.

## نگارخانه

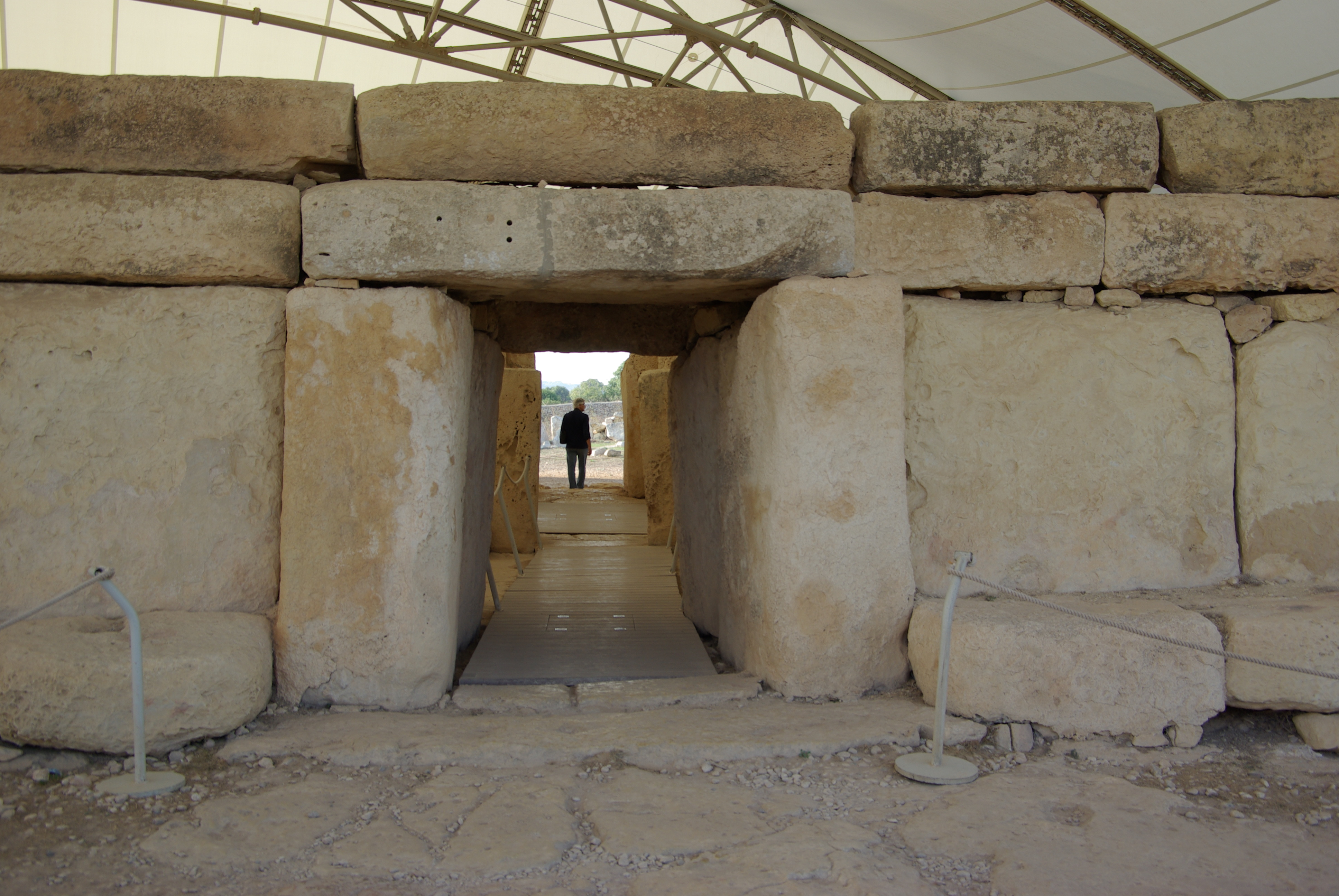
ورودی معبد
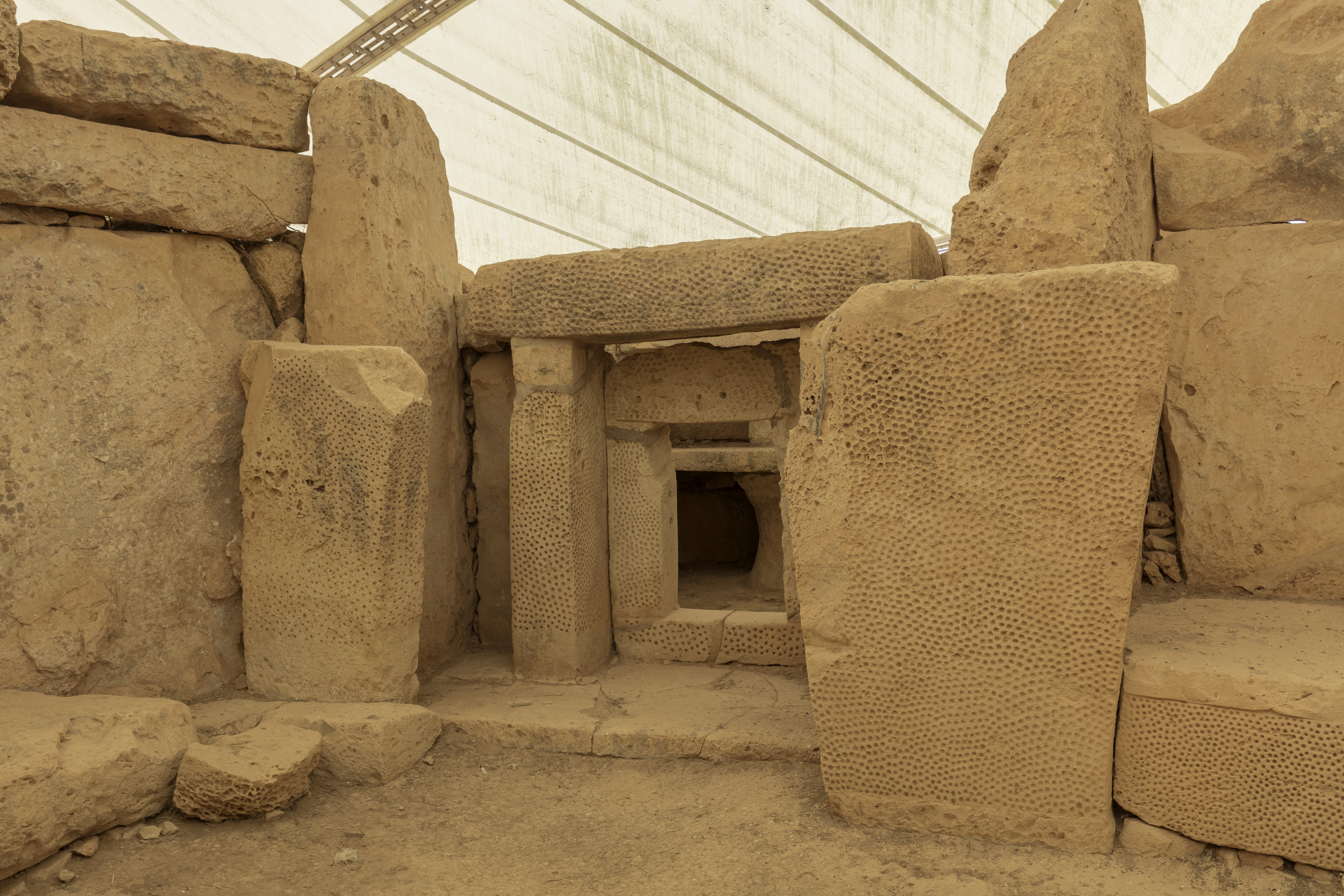
دکوراسیون معبد
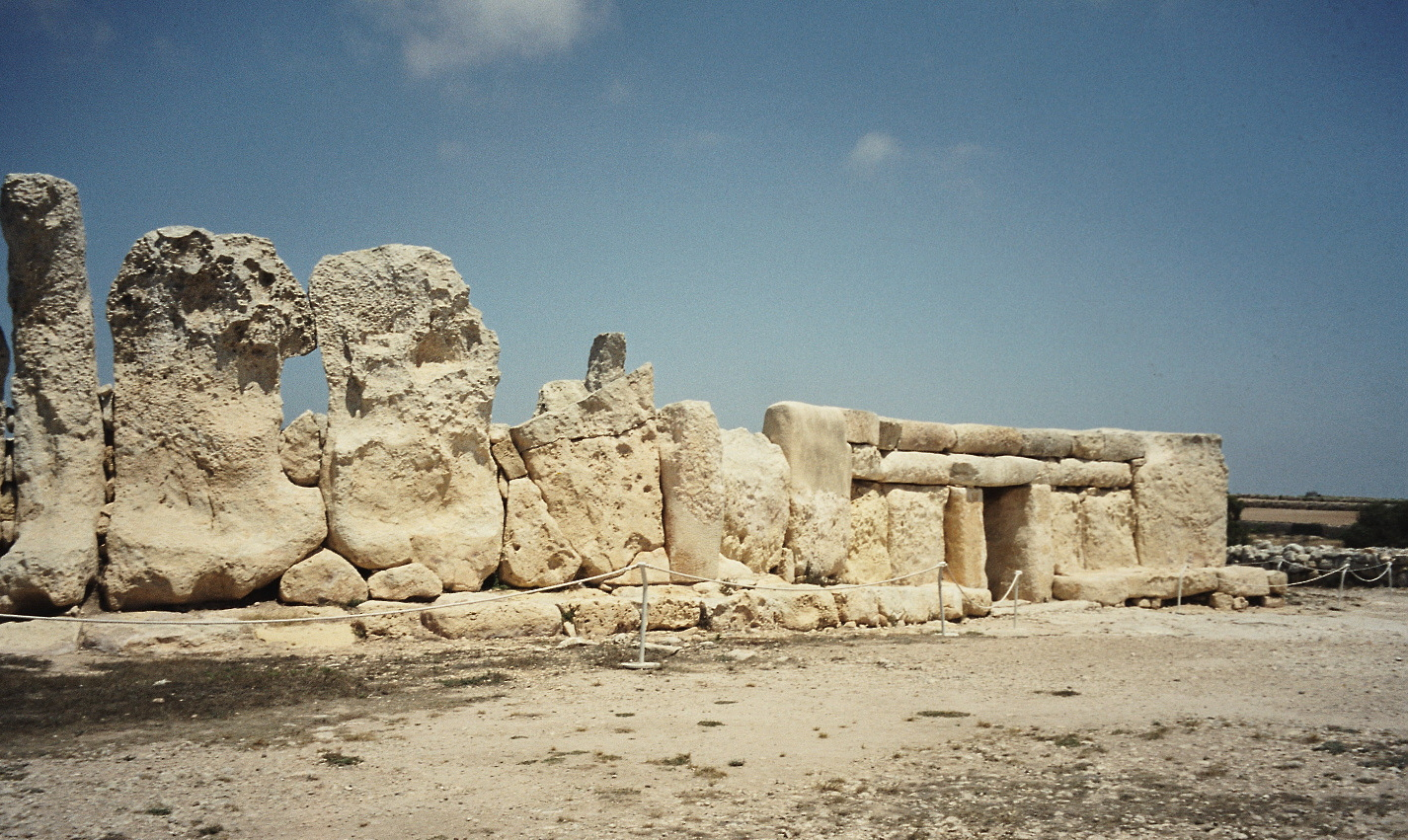
دیوار جنوبی
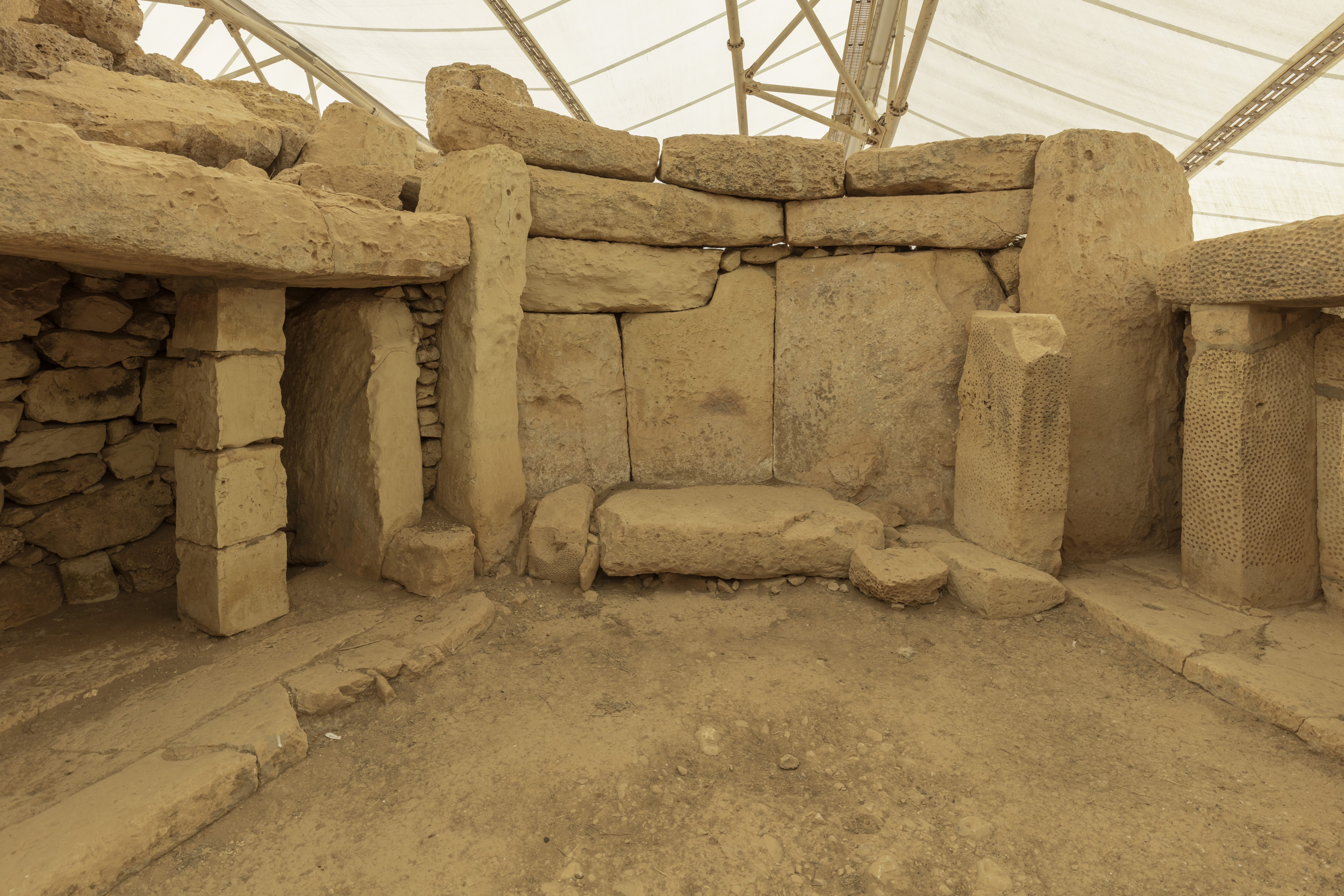
محفظه نیم دایره
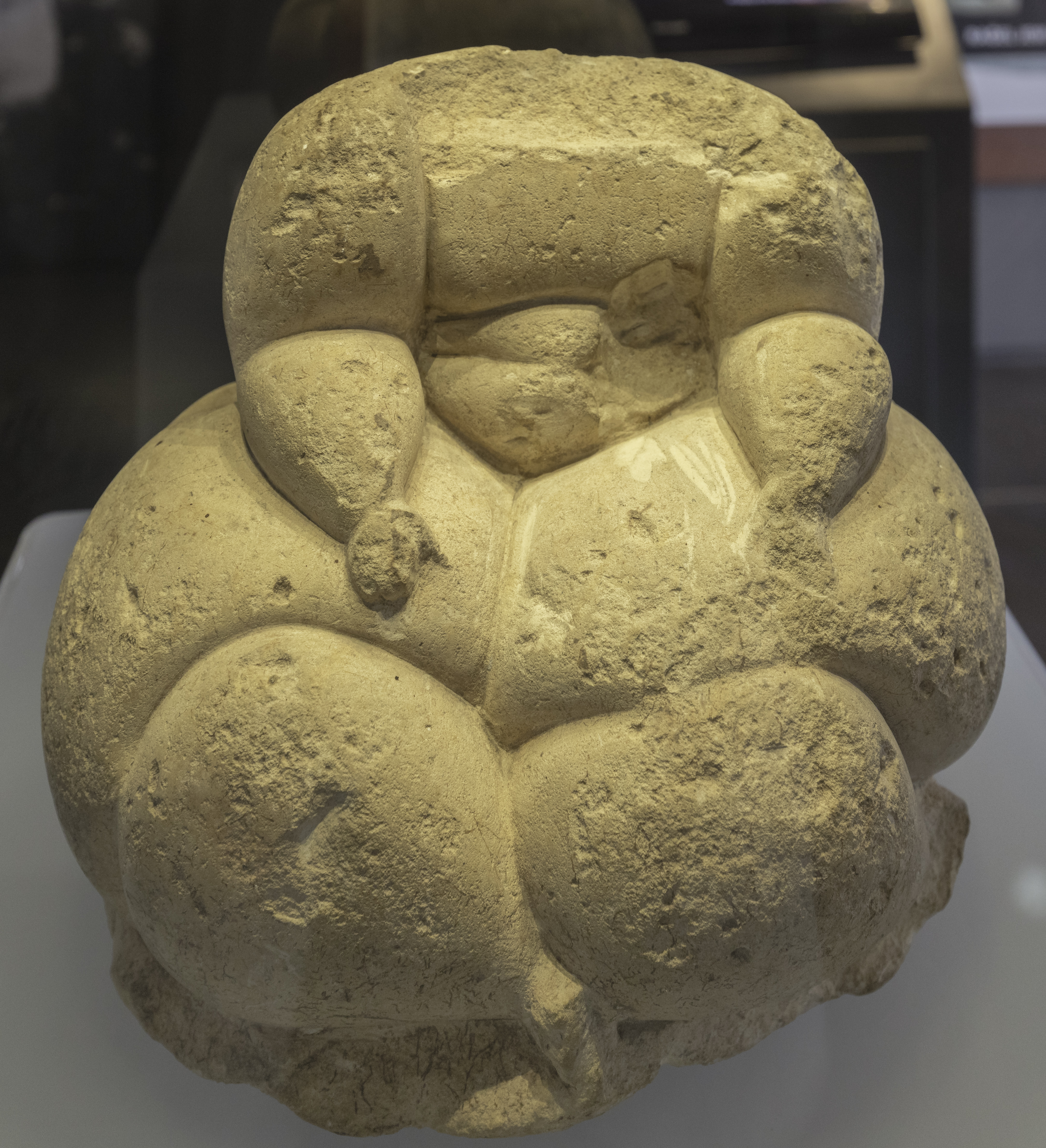
ونوس مالت